# دیوید رایت (بازیکن فوتبال)
دیوید رایت (انگلیسی: David Wright؛ زادهٔ ۱ مهٔ ۱۹۸۰) یک بازیکن فوتبال اهل بریتانیا است.